# Гоїв Іван Григорович
Іван Григорович Гоїв (1860, Куровичі, Перемишлянський повіт, Королівство Галичини та Володимирії, Австрійська імперія — 1950, Снятин, УРСР) — громадський і церковний діяч на Покутті, співзасновник снятинських філій товариства «Просвіта», читальні «Скала» та «Боян», диригент церковних і світських хорових ансамблів, дяк церкви Чуда Святого Архистратига Михаїла у Снятині.

## Життєпис
Народився у 1860 році в Куровичах Перемишлянського повіту, Королівство Галичини та Володимирії, Австрійська імперія (нині Львівський район Львівської області в Україні).
В юному віці переїхав до Снятина, де навчався нотному співу в о. Теофіла Кобринського. Після навчання почав у Снятині співацьку кар'єру. У 1880 році був піддячим нової дяківської школи, добре вивчив нотний спів та грав на скрипці. 
Вже важкохворий на сухоти о. Кобринський навчав його диригувати хором та готував власні лекції для наступного хору на основі творів свого вчителя. 
У 1881 році, у Вербну неділю, разом зі своїм хором на Службі Божій виконав пісню «Буде ім'я Господнє», а на Великдень того ж року співав з хором вже протягом усієї служби Божої. Отець Кобринський наказав винести себе на двір, щоб послухати спів хору, організатором якого він був.
Після смерті свого вчителя о. Кобринського 14 березня 1882 року, Гоїв самостійно провадив «Дяківський курс» для співаків із навколишніх сіл Снятинщини. Курс також відвідував Ілля Калитчук, що пізніше став дяком у церкві Чуда Святого Архистратига Михаїла у Снятині.
Іван Гоїв був діячем Української міщанської читальні у Снятині. Навчав церковному та світському хоровому співу. Працював скарбником у товаристві «Прут». Був представником Товариства взаємних обезпечень «Дністер» у Львові, працював у цих установах протягом сорока років.
Помер  в 1950 році в Снятині. Похований на міському кладовищі, де згодом була похована і його дружина.

## Родина
Дружина Анна Захаркевич (1871—1953), донька мірника і війта у підміській частині Снятина Семена Захаркевича. 
У шлюбі народилося восьмеро дітей. До дорослого віку дожило шестеро з них:
- Ольга Іванівна Грибовська (Гоїв), народилася 1888 року у Снятині. Навчалася у місцевій Народній школі, після якої вступила до Українського інституту для дівчат у Перемишлі. Після інституту навчала дітей у Народних школах Снятина: у школі Афтарчука, у школі поблизу Станкевича на Балках, де директором був Михайло Керницький. Після десяти років викладацької роботи, 19 вересня 1919 року її заарештувала польська поліція, пізніше вона була конфінована, хоча перебувала вже на волі[6]. До 20 січня 1920 року перебувала в ув'язненні у Пороховнику, звільнена з роботи. Пізніше поновилася й працювала у школі до пенсії. Чоловік - інженер Іван Грибівський, мали доньку Олександру, яка закінчила факультет іноземних мов Львівського університету ім. Франка. Померла 5 березня 1978 року, у Львові, похована у Снятині[9];
- Наталія Іванівна Олійник (Гоїв) (1896—1993) — вчителька[10];
- Юліан-Володимир Іванович Гоїв — найстарший з чотирьох синів подружжя, народився 1894 року у Снятині. Закінчив Снятинську реальну гімназію. У 1912 році вступив до Технічного університету у Брно, з другого курсу був мобілізований до австро-угорського війська. На початку Першої світової війни Юліан Гоїв вступає до легіону Українських січових стрільців, був десятником у курені Семена Горука. 4 травня 1915 року поранений в боях на горі Маківці, де того ж дня потрапив до російського полону. З червня 1915 до початку 1918 року був у російському полоні в Чорному Ярі Астраханської губернії. У 1918 році повернувся на батьківщину, де вже у лавах Української галицької армії брав участь у битві за Хирів 1918 року та Чортківській офензиві 1919 року. Невдача Чортківської офензиви через нестачу зброї та боєприпасів призвела до відступу УГА і подальшому злиттю з Червоною армією на початку 1920 року, після якого отримала назву Червона українська галицька армія[11]. У 1920—1937 роках служив в ЧУГА та РСЧА на різних посадах по лінії військової розвідки та бронетанкових військ[12]. За проукраїнські погляди був репресований. Юліана Гоїва заарештували 22 вересня 1937 року, 10 грудня того ж року засудили до страти через розстріл. Вирок було виконано 10 грудня 1937 року у Харкові[13].

- Євген Роман Гоїв, народився 1899 року у Снятині. Навчався у місцевій Народній школі, по закінченню якої вступив до Реальної гімназії, але у 1915 році перервав навчання. Як доброволець вступив до лав легіону Українських січових стрільців. У 1916 році перейшов на військовий вишкіл у запасній сотні УСС, яка базувалася у Варпалянці (колишня німецька колонія у замку «Паланок»), що у Мукачеві на Закарпатті. Звідти отримав чотиритижневу відпустку на складання матури у Дрогобицькій гімназії і по якій повернувся у бойову частину. Пройшов усі битви з Українською галицькою армією. Потому був ад'ютантом полковника Андрія Мельника у Києві, де одержав військове звання сотника. Був на волосині від смерті, коли захворів на тиф. По всіх військових анабазисах з рештками українського війська опинився на території Чехословаччини у таборі інтернованих частин УГА в Йозефові[6]. У 1920 році він разом з Романом Симовичем, Августином Задоровичем, Андрієм Тофаном відновили українську студентську секцію у Снятині (попередньо діяла у 1911—1914 роках) як філію Студентського Союзу у Львові[14]. Потім закінчив Чеський технічний університет і як інженер-хімік практикував в Оломоуці. Потім знов повернувся до Снятина і певний час не працював. Потім виїхав до Варшави, де у 1931 році пройшов процес нострифікації (визнання) свого диплому у Варшавському університеті. Після чого влаштувався на роботу до Державної лікерні «Аквавіт» у Познані. Завдяки послові до сейму Польщі Остапу Луцькому прийнятий на посаду фахівця-інженера на Ходорівську цукроварню, а згодом став директором підприємства. Тут він пропрацював до 1939 року. Під час німецької окупації одружився з Любою Любинецькою, донькою одного з керівників тої цукроварні. Тоді він працював також директором цукроварні, але спочатку у Березовиці поблизу Перемишля, потім — у Переворську. Від 1944 року на еміграції: спочатку у Брабенці (Австрія), а 1949 року разом з дружиною виїхав до США, де оселилися у Детройті. Був членом Головної Ради ветеранів УСС[2]. У 1950 році був одним з засновників та у 1951—1952 роках керівником філії Товариства українських інженерів Америки у Детройті[15]. Але пройдений важкий шлях, почав відбиватися на його здоров'ї і він важко захворів. Помер Євген Роман Гоїв 15 листопада 1953 року у Детройті[2].
- Омелян Александер Іванович Гоїв (27.03.1901, Снятин — 07.05.1989, Харків) — січовий стрілець (1916-1917), старшина 24-го Коломийського полку УГА (1919)[10];
- Зенон Ярослав Іванович Гоїв, народився 23 травня 1906 року у Снятині[10]. У 1930-х роках переслідувався польською поліцією в Снятині. Після складання гімназійної матури, Зенона мобілізовано до польського війська, де він закінчив підстаршинську школу. Опісля пішов до старшинської школи, яку закінчив у званні підхорунжого. Польський уряд не давав можливості українцям можливості зростати у військовій кар'єрі і тому Зенон залишає військову службу. По демобілізації працював у різних українських установах. У липні 1943 року зголосився до 1-ї дивізії УНА, де проходить різні військові вишколи. У підстаршинському званні (старший десятник) бере участь у битві під Бродами, а опісля у Словаччині та Австрії. Нагороджений срібним штурмовим піхотним знаком I-го ступеня. По війні перебував в американському таборі для полонених у місті Ауербах (Баварія, Німеччина). По звільненні на нетривалий час залишився в Німеччині, а згодом емігрував до США, де оселився у Детройті. Тут включився в українське громадське життя, зокрема, стає членом управи станиці Братства колишніх вояків 1-ї Української дивізії Української національної армії та станичним прапороносцем протягом багатьох років. Можливо мав відношення до ОУН. Помер 28 листопада 1994 року та похований у Детройті[16].